# Cistus monspeliensis
Cistus monspeliensis conhecida por Sargaço é uma espécie de planta com flor pertencente à família Cistaceae. 
A autoridade científica da espécie é L., tendo sido publicada em Species Plantarum 1: 524. 1753.

## Portugal
Trata-se de uma espécie presente no território português, nomeadamente em Portugal Continental.
Em termos de naturalidade é nativa da região atrás indicada.

## Protecção
Não se encontra protegida por legislação portuguesa ou da Comunidade Europeia.